# Rino Quagliotti
Rino Quagliotti (Mezzani, 31 marzo 1922 – Langhirano, 19 aprile 2014) è stato un cuoco italiano.
È autore di libri sulla Cucina parmigiana e di ricette di cucina.

## Biografia
Suo padre Egisto (1896-1967) fu un cuoco molto noto nella provincia di Parma, ed unitamente ai fratelli Bruno, Giovanni, Anna, Luisa, Carla e Bianca si dedicò alle attività di famiglia, inizialmente alla gestione di un albergo a Guastalla per poi trasferirsi a Sant'Andrea Bagni di Medesano, fino al 1959 quando la famiglia Quagliotti prese in gestione l’albergo Italia a Fornovo di Taro, portandolo alla notorietà coll'insegna da Egisto.
Considerato tra i grandi cuochi che hanno esaltato la gastronomia parmigiana, lo sancì, nel 1978 anche Baldassarre Molossi assegnando a Quagliotti il riconoscimento di "Miglior Maestro di Cucina Parmigiana".
Nel 1994 è stato membro dello staff dei cuochi della Nazionale italiana di calcio durante il campionato mondiale di quell'anno negli Stati Uniti.
Nel 2006 è stato insignito del titolo di Cavaliere all'Ordine al Merito della Repubblica Italiana.
Muore il 19 aprile 2014 a Langhirano all'età di 92 anni.

## Opere
- G. Delle Donne, R. Quagliotti,  Ricette parmigiane vecchie e nuove. Con poesie gastronomiche di Renzo Pezzani, Parma, Battei, 1985.
- R. Quagliotti, Il prosciutto in cucina, Parma, 1994.
- R. Quagliotti, Il Cavaliere Rino Quagliotti sovrano in cucina - la sua storia, le sue ricette, Sala Baganza, Tipolitotecnica, 2008.